# Stadion Budowlanych Olsztyn
Stadion Budowlanych Olsztyn – stadion do rugby w Olsztynie, w Polsce. Obiekt może pomieścić 500 widzów. W przeszłości stadion służył rugbystom klubu Budowlani Olsztyn, którzy rozgrywali na nim m.in. swoje spotkania w I lidze. Obecnie (2020) istnieje szansa na reaktywację rugby w Olsztynie i powrót rozgrywek na stadion przy ulicy Gietkowskiej.